# La Chapelle-d'Aurec
La Chapelle-d'Aurec là một xã thuộc tỉnh Haute-Loire nam trung bộ nước Pháp. Xã La Chapelle-d'Aurec nằm ở khu vực có độ cao trung bình 650 mét trên mực nước biển.